# Метрополитен Кито
Метрополитен Кито (исп. Metro de Quito) — столичный метрополитен Эквадора, первый и единственный в стране.

## История
Город Кито очень сильно вытянут с юга на север (длина города — 45 километров при ширине от 3 до 5 километров) и нуждается в скоростном внеуличном транспорте, чтобы разгрузить дороги. Разговоры о строительстве внеуличного транспорта идут с 1978 года, однако строительство началось в декабре 2012 года и было завершено в 2022 году.

### Строительство и запуск
Строительство 1-й линии началось в декабре 2012 года. Согласно проекту на ней планировалось разместить 15 станций.
Метрополитен планировалось открыть в первом полугодии 2016 года, затем называли март 2020 года, но из-за нехватки финансирования официальное открытие несколько раз отодвигалось, и назывался уже июнь 2022 года. Но 5 августа выяснилось, что компания, которая будет заниматься эксплуатацией системы, отказалась от своей обязанности, и срок открытия снова был отложен.
31 октября 2022 года мэр Кито заявил, что метро начнет действовать в декабре того же года. 21 декабря 2022 года состоялось официальное открытие метрополитена. До 5 января 2023 года оно работало в ознакомительном режиме, без движения поездов. С 5 января бесплатные поездки могли осуществлять пассажиры, создавшие онлайн-аккаунты на официальном сайте метрополитена и скачавшие пропуска. Начать полную коммерческую эксплуатацию предполагалось в марте 2023 года, но фактически она была начата 2 мая 2023 года: тариф на одну поездку установлен в размере 0,45 доллара США, для школьников и пенсионеров — 0,22 доллара, для лиц с ограниченными возможностями — 0,1 доллара. Действие же упомянутых бесплатных пропусков прекращено. Однако уже 11 мая действие метро было приостановлено в связи со сбоями в различных его подсистемах, возобновить работу при этом предполагалось в декабре 2023 года. 1 декабря 2023 года метро снова было открыто.

## Линии
- 1 линия — 15 станций, 22 км.
- 2 линия — в планах.
- 3 линия — в планах.

## Галерея
- Станция в период строительства

## Станции
Список станций с юга на север:
- Китумбе (Quitumbe)
- Моран Вальверде (Morán Valverde)
- Соланда (Solanda)
- Карденаль де ля Торре (Cardenal de la Torre)
- Рекрео (Recreo)
- Магдалена (Magdalena)
- Сан-Франсиско (San Francisco)
- Аламеда (Alameda)
- Эхидо (Ejido)
- Универсидад Сентраль (Universidad Central)
- Прадера (Pradera)
- Каролина (Carolina)
- Иньякито (Iñaquito)
- Хипихапа (Jipijapa)
- Лабрадор (Labrador)

## Особенности метрополитена
Станции будут располагаться примерно в 1,3 км друг от друга и пролегать на глубине 15-26 м. Будут ходить шестивагонные поезда. Метрополитен Кито является наиболее приближенным к экватору метрополитеном.